# HD 74389
HD 74389 является тройной звёздной системой и находится на расстоянии приблизительно 362 световых года. Главный компонент системы — HD 74389 А. Первоначально он был внесён в каталог Hipparcos, как звезда спектрального класса A0V. Позже её класс сменили на A2V после подробной фотометрии в 1990 году астрономами Сандулик и Пеш на телескопе Баррелла Шмидта обсерватории Китт-Пик.
Главный компонент представляет собой звезду главной последовательности спектрального класса А с видимой звёздной величиной +7,48. Её самый отдалённый компонент, HD 74389 B, является белым карликом класса DA. Он расположен западнее на угловом расстоянии 20,11 секунды и имеет блеск +14,62. Звёзды отстоят друг от друга на 190 астрономических единиц. Синий, красный и инфракрасный снимки Цифрового обзора неба намекают на существование ещё одного фонового объекта на угловом расстоянии 13" к северу от HD 74389 A. Вероятно, это М-карлик, обнаруженный Холбергом и др.
4 августа 2016 года Центр космических полётов Годдарда при НАСА объявил об открытии околозвёздного диска на орбите HD 74389 А волонтёрами программы Disk Detective. Что явилось первым открытием подобного диска на орбите главной звезды в тесной системе с белым карликом. Номер звезды в каталоге DDOI AWI00000wz. Температура её диска составляет примерно 134 Кельвина. Несмотря на то, что двойные системы с белым карликом довольно распространены и на данный момент известно уже три планетные системы с белыми карликами (Глизе 86, Эпсилон Сетки и 62 G. Скорпиона), тем не менее околозвёздные диски в таких тесных системах ранее не наблюдались.